# Wolfsberger AC
Wolfsberger AC - ook bekend onder de afkorting WAC - is een Oostenrijkse voetbalclub uit Wolfsberg, een plaats in de zuidelijke deelstaat Karinthië. De club speelt sinds 2012 in de Bundesliga. De traditionele kleuren zijn zwart-wit en het thuisstadion is de Lavanttal-Arena.

## Geschiedenis
Wolfsberger AC werd in 1931 door Ptazcowsky, Karl Weber, Hermann Maierhofer, Franz Hafner en Michael Schlacher opgericht. In 1946 promoveerde de club naar de Landesliga van Kärnten, maar degradeerde onmiddellijk. In 1952 keerde de club terug en drie jaar later werd de club vice-kampioen. Hierdoor kon de club deelnemen aan de eindronde en versloeg daar SV Sankt Veit. In 1956/57 speelde de club om promotie naar de hoogste klasse, maar haalde het uiteindelijk niet, één jaar later volgde een nieuwe degradatie.
Nadat WAC lange tijd geen rol van betekenis speelde keerde het tij onder leiding van Hugo Reinprecht. Na een titel in 1968 promoveerde de club naar de Regionalliga Mitte, een van de drie tweede klasses. De club kon elk jaar het behoud verzekeren, maar kon geen glansprestatie neerzetten. Na het seizoen 1973/74 werd de competitie geherstructureerd. De drie Regionalliga's ruimden plaats voor een nieuwe tweede klasse uit één reeks. De meeste clubs degradeerden, maar uitgerekend dit seizoen streed Wolfsberger AC vooraan mee en werd vice-kampioen achter Kapfenberger SV. De volgende seizoenen herviel de club weer in zijn oude patroon, de concurrentie was nu ook sterker en in 1977 degradeerde de club.
Het volgende seizoen werd de club kampioen en verloor slechts twee keer. De club speelde in de middenmoot tot een nieuwe degradatie volgde in 1985. In 2007 ging de ploeg op extra-sportief vlak nauw samenwerken met het naburige SK St. Andrä waardoor de ploegnaam werd veranderd in WAC/St. Andrä. Beide ploegen bleven wel apart bestaan. In 2010 volgde promotie naar tweede klasse waarin meteen het seizoen erna een knappe vierde plaats werd behaald. Het seizoen erna werd WAC/St. Andrä tegen alle verwachtingen in kampioen in de Erste Liga en promoveerde het voor de eerste maal in zijn geschiedenis naar de Oostenrijkse Bundesliga. Gelijktijdig werd ook de samenwerking met SK Sankt Andrä beëindigd en daarom ging de club voortaan weer door het leven als Wolfsberger AC.

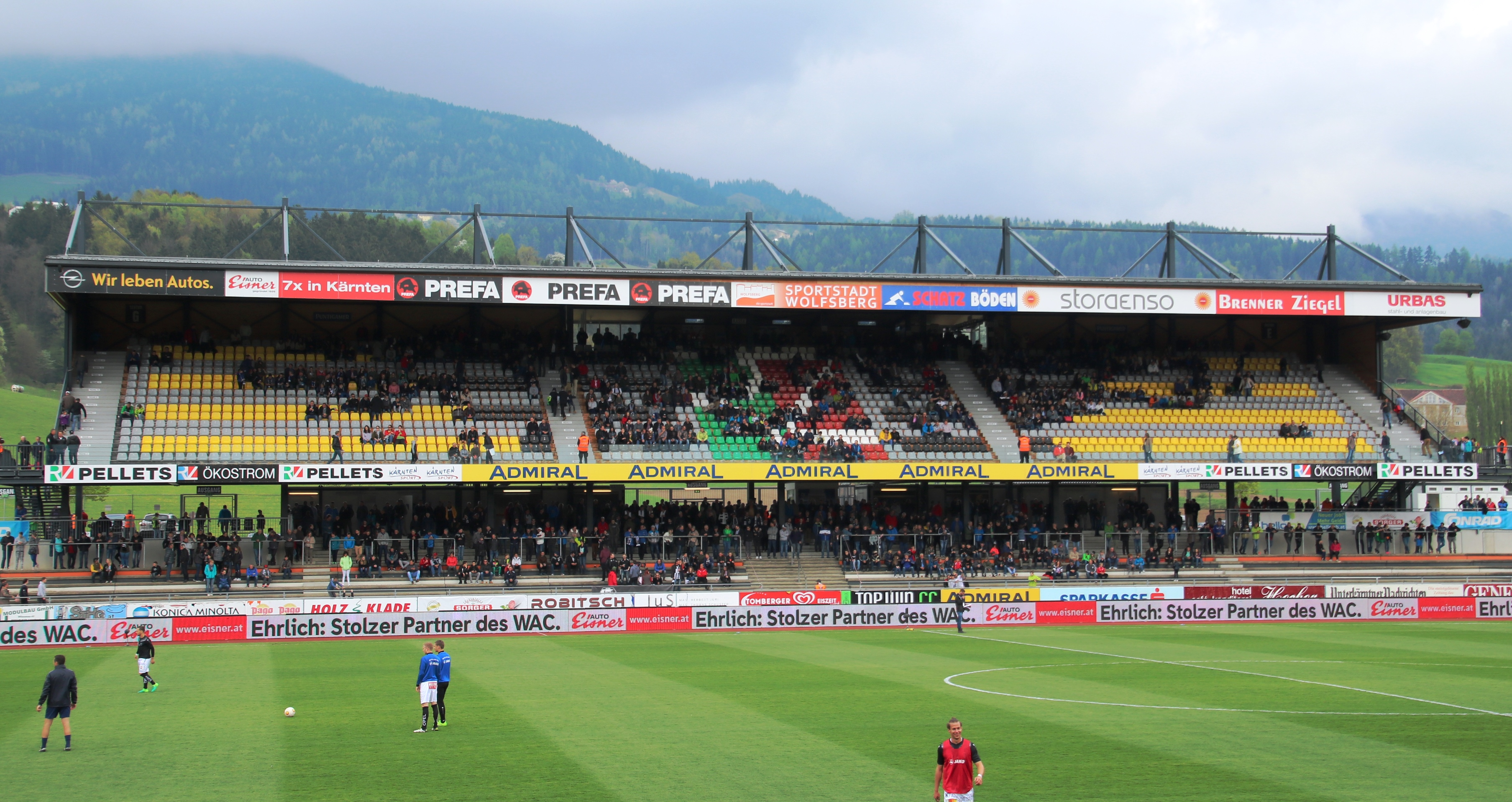
De in 2012 nieuw gebouwde tribune in de Lavanttal-Arena.

Door de promotie naar de Bundesliga werd ook het stadion verbouwd naar de eisen van de Oostenrijkse voetbalbond. De Lavanttal-Arena biedt nu plaats aan 7.300 toeschouwers.
Wolfsberger AC kwalificeerde zich in 2019 voor het eerst in hun geschiedenis voor de UEFA Europa League, na derde te zijn geworden in de Oostenrijkse Bundesliga. De ploeg werd ingedeeld in groep J, samen met İstanbul Başakşehir, AS Roma en Borussia Mönchengladbach. De Oostenrijkse ploeg zorgde in de eerste wedstrijd voor een gigantische stunt door in Duitsland met 4-0 te winnen van Borussia Mönchengladbach. Onder de doelpuntenmakers zat Marcel Ritzmaier, oud Eredivisie-speler. Twee weken later werd in eigen huis 1-1 gespeeld tegen AS Roma. WAC zou uiteindelijk ondanks het goede begin als nummer vier eindigen in de groep, waarmee het Europese avontuur ten einde kwam. Het nadeel van het succes van Wolfsberg was dat verschillende teamleden werden weggekocht. Zo vertrok trainer Gerhard Struber midden in de groepsfase naar het Engelse Barnsley FC. In de winterse transferperiode haalde Struber vervolgens verdediger Michael Sollbauer en middenvelder Marcel Ritzmaier naar Engeland.
In het seizoen 2021/22 speelde Wolfsberger AC voor het eerst een Karinthische derby in de Bundesliga, want SK Austria Klagenfurt deed zijn intrede als promovendus. Het was 36 seizoenen geleden dat er voor het laatst twee Karinthische ploegen tegenover elkaar stonden, in 1984/85 waren dat SK Austria Klagenfurt en SV Spittal/Drau. Meteen op de eerste speeldag vond de derby plaats, voor 13.000 toeschouwers in het Wörthersee Stadion werd met 1-1 gelijkgespeeld.  

## Overzichtslijsten

### Eindklasseringen vanaf 1953
- 1953 9e
Regionalliga
- 1954 2e
Regionalliga
- 1955 3e
Regionalliga
- 1956 2e
Regionalliga
- 1957 2e
2. Liga
- 1958 10e
2. Liga
- 1959 3e
Regionalliga
- 1960 9e
Regionalliga
- 1961 5e
Regionalliga
- 1962 7e
Regionalliga
- 1963 1e
Regionalliga
- 1964 7e
Regionalliga
- 1965 9e
Regionalliga
- 1966 10e
Regionalliga
- 1967 6e
Regionalliga
- 1968 1e
Regionalliga
- 1969 8e
2. Liga
- 1970 9e
2. Liga
- 1971 11e
2. Liga
- 1972 6e
2. Liga
- 1973 8e
2. Liga
- 1974 2e
2. Liga
- 1975 12e
2. Liga
- 1976 12e
2. Liga
- 1977 14e
2. Liga
- 1978 1e
Regionalliga
- 1979 9e
2. Liga
- 1980 7e
2. Liga
- 1981 9e
2. Liga
- 1982 11e
2. Liga
- 1983 11e
2. Liga
- 1984 10e
2. Liga
- 1985 16e
2. Liga
- 1986
Regionalliga
- 1987
Regionalliga
- 1988 1e
Regionalliga
- 1989 11e
2. Liga
- 1990 1e
Regionalliga
- 1991 11e
2. Liga
- 1992 3e
Landesliga
- 1993 4e
Landesliga
- 1994 1e
Landesliga
- 1995 2e
Regionalliga
- 1996 3e
Regionalliga
- 1997 2e
Regionalliga
- 1998 4e
Regionalliga
- 1999 9e
Regionalliga
- 2000 8e
Regionalliga
- 2001 13e
Regionalliga
- 2002 15e
Regionalliga
- 2003 4e
Landesliga
- 2004 16e
Landesliga
- 2005
Landesliga
- 2006
Landesliga
- 2007 10e
Landesliga
- 2008 4e
Regionalliga
- 2009 5e
Regionalliga
- 2010 1e
Regionalliga
- 2011 4e
2. Liga
- 2012 1e
2. Liga
- 2013 5e
Bundesliga
- 2014 7e
Bundesliga
- 2015 5e
Bundesliga
- 2016 6e
Bundesliga
- 2017 8e
Bundesliga
- 2018 9e
Bundesliga
- 2019 3e
Bundesliga
- 2020 3e
Bundesliga
- 2021 5e
Bundesliga
- 2022 4e
Bundesliga
- 2023 7e
Bundesliga
- 2024 7e
Bundesliga
- 2025 4e
Bundesliga

- Bundesliga
- 2. Liga
- Regionalliga
- Landesliga

Tot 2018 stond de 2. Liga als Erste Liga bekend.

### Seizoensresultaten vanaf 2008
| Seizoen        | №             | Clubs         | Divisie            | Duels         | Winst         | Gelijk        | Verlies       | Doelsaldo     | Punten        | Tsch          |
| WAC/St. Andrä  | WAC/St. Andrä | WAC/St. Andrä | WAC/St. Andrä      | WAC/St. Andrä | WAC/St. Andrä | WAC/St. Andrä | WAC/St. Andrä | WAC/St. Andrä | WAC/St. Andrä | WAC/St. Andrä |
| -------------- | ------------- | ------------- | ------------------ | ------------- | ------------- | ------------- | ------------- | ------------- | ------------- | ------------- |
| 2007–2008      | 4             | 16            | Regionalliga Mitte | 30            | 14            | 10            | 6             | 41–26         | 52            | 803           |
| 2008–2009      | 5             | 16            | Regionalliga Mitte | 30            | 16            | 6             | 8             | 41–30         | 54            | 651           |
| 2009–2010      | 1             | 16            | Regionalliga Mitte | 30            | 18            | 7             | 5             | 66–32         | 61            | 953           |
| 2010–2011      | 4             | 10            | Erste Liga         | 36            | 15            | 7             | 14            | 56–50         | 52            | 1.514         |
| 2011–2012      | 1             | 10            | Erste Liga         | 36            | 19            | 11            | 6             | 71–49         | 68            | 2.683         |
| Wolfsberger AC |               |               |                    |               |               |               |               |               |               |               |
| 2012–2013      | 5             | 10            | Bundesliga         | 36            | 12            | 11            | 13            | 53–56         | 47            | 5.155         |
| 2013–2014      | 7             | 10            | Bundesliga         | 36            | 11            | 8             | 17            | 50–63         | 41            | 4.582         |
| 2014–2015      | 5             | 10            | Bundesliga         | 36            | 16            | 4             | 16            | 44–50         | 52            | 5.279         |
| 2015–2016      | 6             | 10            | Bundesliga         | 36            | 11            | 10            | 15            | 33–36         | 43            | 3.557         |
| 2016–2017      | 8             | 10            | Bundesliga         | 36            | 11            | 9             | 16            | 40–59         | 42            | 3.708         |
| 2017–2018      | 9             | 10            | Bundesliga         | 36            | 8             | 9             | 19            | 31–57         | 33            | 2.867         |
| 2018–2019      | 3             | 12            | Bundesliga         | 32            | 12            | 10            | 10            | 47–47         | 31            | 3.650         |
| 2019–2020      | 3             | 12            | Bundesliga         | 32            | 15            | 9             | 8             | 69–43         | 35            | 3.925         |
| 2020–2021      | 5             | 12            | Bundesliga         | 32            | 13            | 5             | 14            | 52-62         | 27            |               |
| 2021–2022      | 4             | 12            | Bundesliga         | 32            | 14            | 5             | 13            | 48-53         | 28            |               |
| 2022–2023      | 7             | 12            | Bundesliga         | 32            | 12            | 6             | 14            | 51-51         | 31            |               |

- Vanaf het seizoen 2018/2019 worden er in de Bundesliga na de reguliere competitie (22 speelrondes) play-offs afgewerkt, waarbij de punten worden gehalveerd. In de tabel staat het puntenaantal rekening houdend met de puntenhalvering. In theorie kan deelname aan de kwalificatiegroep (plaats 7 t/m 12) meer punten opleveren dan deelname aan de kampioensgroep (plaats 1 t/m 6).

### In Europa
Uitslagen vanuit gezichtspunt Wolfsberger AC
| Seizoen                                                      | Competitie        | Ronde        | Land                 | Club                     | Totaalscore | 1e W     | 2e W         | PUC |
| ------------------------------------------------------------ | ----------------- | ------------ | -------------------- | ------------------------ | ----------- | -------- | ------------ | --- |
| 2015/16                                                      | Europa League     | 2Q           | Vlag van Wit-Rusland | Sjachtjor Salihorsk      | 3-0         | 1-0 (U)  | 2-0 (T)      | 1.0 |
| 2015/16                                                      | Europa League     | 3Q           | Vlag van Duitsland   | Borussia Dortmund        | 0-6         | 0-1 (T)  | 0-5 (U)      | 1.0 |
| 2019/20                                                      | Europa League     | Groep J (4e) | Vlag van Duitsland   | Borussia Mönchengladbach | 4-1         | 4-0 (U)  | 0-1 (T)      | 4.0 |
| 2019/20                                                      | Europa League     | Groep J (4e) | Vlag van Italië      | AS Roma                  | 3-3         | 1-1 (T)  | 2-2 (U)      | 4.0 |
| 2019/20                                                      | Europa League     | Groep J (4e) | Vlag van Turkije     | Istanbul Başakşehir      | 0-4         | 0-1 (U)  | 0-3 (T)      | 4.0 |
| 2020/21                                                      | Europa League     | Groep K (2e) | Vlag van Rusland     | FK CSKA Moskou           | 2-1         | 1-1 (T)  | 1-0 (U)      | 7.0 |
| 2020/21                                                      | Europa League     | Groep K (2e) | Vlag van Nederland   | Feyenoord                | 5-1         | 4-1 (U)  | 1-0 (T)      | 7.0 |
| 2020/21                                                      | Europa League     | Groep K (2e) | Vlag van Kroatië     | GNK Dinamo Zagreb        | 0-4         | 0-1 (U)  | 0-3 (T)      | 7.0 |
| 2020/21                                                      | Europa League     | 2R           | Vlag van Engeland    | Tottenham Hotspur FC     | 1-8         | 1-4 (T*) | 0-4 (U)      | 7.0 |
| 2022/23                                                      | Conference League | 3Q           | Vlag van Malta       | Gzira United             | 4-0         | 0-0 (T)  | 4-0 (U)      | 2.5 |
|                                                              |                   | PO           | Vlag van Noorwegen   | Molde FK                 | 1-4         | 1-0 (U)  | 0-4 (T)      | 2.5 |
| 2025/26                                                      | Europa League     | 3Q           | Vlag van Griekenland | PAOK Saloniki            | 0-1         | 0-0 (U)  | 0-1 (nv) (T) | 0.5 |
| 2025/26                                                      | Conference League | PO           | Vlag van Cyprus      | Omonia Nicosia           | -           | (T)      | (U)          | 0.5 |
| Totaal aantal behaalde punten voor de UEFA-coëfficiënt: 15.0 |                   |              |                      |                          |             |          |              |     |

* Vanwege de Corona-Pandemie gold een inreisverbod voor personen uit o.m. het Verenigd Koninkrijk. De thuiswedstrijd tegen Tottenham Hotspur werd daarom in Boedapest gespeeld.
Zie ook:
- Deelnemers UEFA-toernooien Oostenrijk
- Eeuwige ranglijst van deelnemers UEFA-clubcompetities

## Trainer-coaches
| Trainer-coaches van Wolfsberger AC | Trainer-coaches van Wolfsberger AC | Trainer-coaches van Wolfsberger AC | Trainer-coaches van Wolfsberger AC | Trainer-coaches van Wolfsberger AC | Trainer-coaches van Wolfsberger AC | Trainer-coaches van Wolfsberger AC | Trainer-coaches van Wolfsberger AC | Trainer-coaches van Wolfsberger AC |
| Naam                               | Geboren                            | Aangesteld                         | Opgestapt                          | Wed.                               | W                                  | G                                  | V                                  | Gem.                               |
| ---------------------------------- | ---------------------------------- | ---------------------------------- | ---------------------------------- | ---------------------------------- | ---------------------------------- | ---------------------------------- | ---------------------------------- | ---------------------------------- |
| Heimo Pfeifenberger                | 29.12.1966                         | 25.11.2015                         | —                                  | 38                                 | 14                                 | 11                                 | 13                                 | 1,39                               |
| Dietmar Kühbauer                   | 04.04.1971                         | 02.09.2013                         | 25.11.2015                         | 95                                 | 39                                 | 13                                 | 43                                 | 1,37                               |
| Slobodan Grubor                    | 09.09.1968                         | 17.06.2013                         | 02.09.2013                         | 8                                  | 1                                  | 2                                  | 5                                  | 0,63                               |
| Nenad Bjelica                      | 20.08.1971                         | 10.05.2010                         | 17.06.2013                         | 124                                | 56                                 | 29                                 | 39                                 | 1,59                               |
| Hans-Peter Buchleitner             | 24.11.1960                         | 27.10.2008                         | 09.05.2010                         | 41                                 | 25                                 | 8                                  | 8                                  | 2,02                               |
| Peter Hrstic                       | 24.09.1961                         | 01.07.2007                         | 26.10.2008                         | 43                                 | 18                                 | 15                                 | 10                                 | 1,60                               |
| Peter Kienleitner                  | 22.02.1963                         | 01.07.2005                         | 30.06.2007                         | ??                                 | 0                                  | 0                                  | 0                                  | 0                                  |
| Max Raninger                       | 22.01.1947                         | 01.01.2005                         | 30.06.2005                         | ??                                 | 0                                  | 0                                  | 0                                  | 0                                  |
| Herbert Weissegger                 | 26.03.1956                         | 01.07.2004                         | 31.12.2004                         | ??                                 | 0                                  | 0                                  | 0                                  | 0                                  |
| Gerhard Lanz                       | 06.08.1947                         | 02.04.2003                         | 30.06.2004                         | ??                                 | 0                                  | 0                                  | 0                                  | 0                                  |
| Herbert Weissegger                 | 26.03.1956                         | 01.07.2001                         | 01.04.2003                         | ??                                 | 0                                  | 0                                  | 0                                  | 0                                  |
| Harald Holzer                      | 28.02.1964                         | 01.07.1997                         | 30.06.2001                         | 4                                  | 2                                  | 0                                  | 2                                  | 1,50                               |
| Hans-Peter Buchleitner             | 24.11.1960                         | 18.10.1995                         | 30.06.1997                         | ??                                 | 0                                  | 0                                  | 0                                  | 0                                  |
| Helmut Kirisits                    | 12.05.1954                         | 13.10.1992                         | 17.10.1995                         | ??                                 | 0                                  | 0                                  | 0                                  | 0                                  |
| Walter Schoppitsch                 | 10.12.1954                         | 01.07.1991                         | 12.10.1992                         | ??                                 | 0                                  | 0                                  | 0                                  | 0                                  |
| Helmut Kirisits                    | 12.05.1954                         | 07.06.1991                         | 30.06.1991                         | ??                                 | 0                                  | 0                                  | 0                                  | 0                                  |
| Max Raninger                       | 22.01.1947                         | 01.01.1991                         | 06.06.1991                         | ??                                 | 0                                  | 0                                  | 0                                  | 0                                  |
| Gerd Springer                      | 06.02.1927                         | 08.11.1990                         | 31.12.1990                         | ??                                 | 0                                  | 0                                  | 0                                  | 0                                  |
| Helmut Kirisits                    | 12.05.1954                         | 01.04.1989                         | 04.11.1990                         | ??                                 | 0                                  | 0                                  | 0                                  | 0                                  |
| Gernot Fraydl                      | 10.12.1939                         | 01.01.1989                         | 31.03.1989                         | ??                                 | 0                                  | 0                                  | 0                                  | 0                                  |
| Max Raninger                       | 22.01.1947                         | 01.07.1986                         | 31.12.1988                         | ??                                 | 0                                  | 0                                  | 0                                  | 0                                  |
| Josef Thuller                      | 18.11.1941                         | 01.01.1983                         | 30.06.1983                         | ??                                 | 0                                  | 0                                  | 0                                  | 0                                  |
| Josef Thuller                      | 18.11.1941                         | 01.07.1978                         | 30.06.1980                         | ??                                 | 0                                  | 0                                  | 0                                  | 0                                  |